# 해양 동남아시아

해양 동남아시아(海洋東南Asia)는 동남아시아의 해양 지역으로 브루나이, 동티모르, 인도네시아, 필리핀, 싱가포르를 말하며 뉴기니섬도 포함될 수 있다.
인도네시아와 말레이시아에서는 누산타라라는 말이 쓰이는데 이는 국민주의적인 성격이 있다. 말레이반도를 제외한 지역은 말레이 제도라고도 한다. 나머지 동남아시아 지역은 대륙 동남아시아라고 한다.

## 같이 보기
- 대륙 동남아시아
- 마필린도
- 말레이반도
- 말레이 제도
- 말레이 인종